# Мироновка (Мордовия)

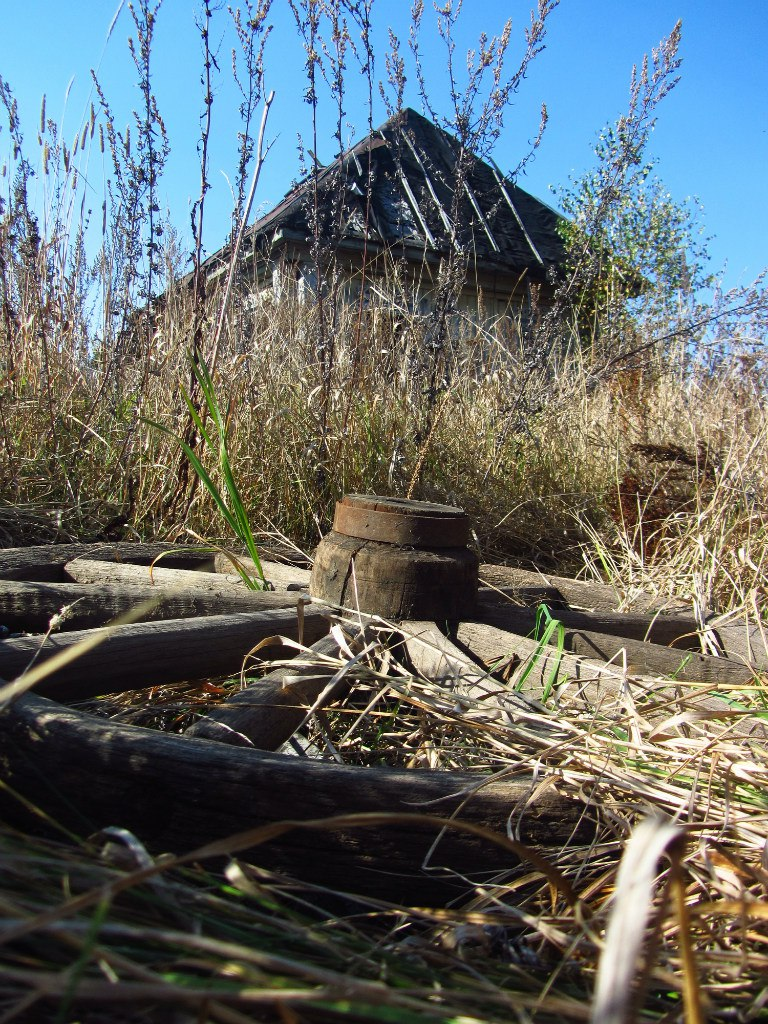

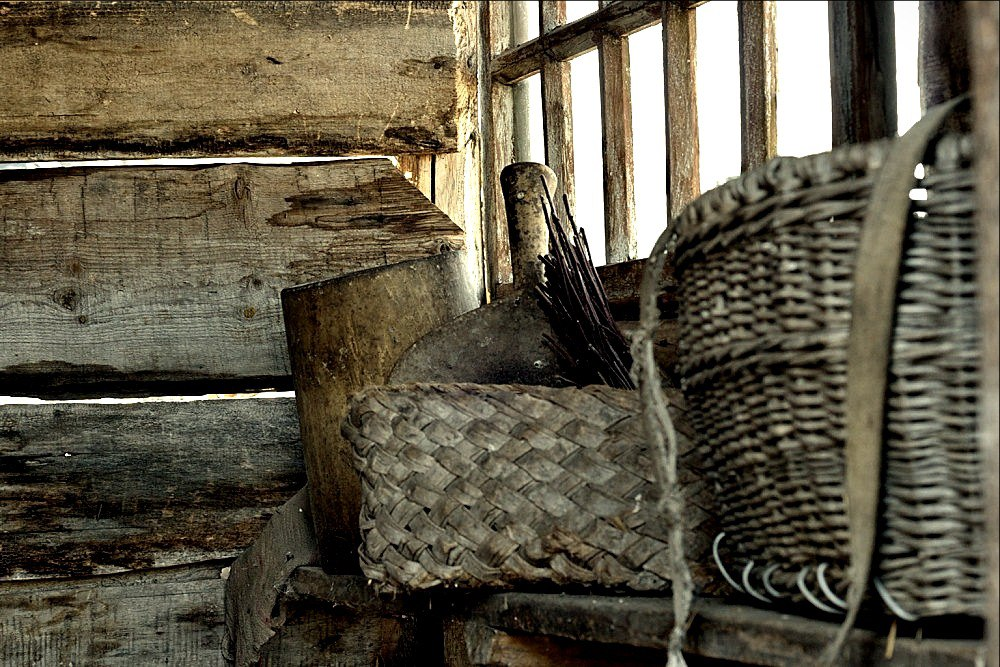

Мироновка — деревня в Краснослободском районе Мордовии. Входит в Старосиндровское сельское поселение.
Расположена в лесах на севере республики, находится в левобережье реки Кивчей в 11 км к северо-востоку от села Старое Синдрово и в 71 км к северо-западу от Саранска.

## История
Основана в начале 1930-х годов. Название — антропоним: первопоселенцами, основателями населенного пункта, были крестьяне Мироновы.

## Население
| 2010 |
| ---- |
| 2    |

| 2002 |
| ---- |
| 5    |